# Maria Tallchiefová
Maria Tallchiefová, rodným jménem Elizabeth Marie Tall Chief (24. ledna 1925, Fairfax – 11. dubna 2013, Chicago) byla americká baletní tanečnice indiánského původu. Byla příslušnicí indiánského kmene Osage. V 17 letech odešla do New Yorku, kde pět let tančila u společnosti Ballet Russe de Monte Carlo. Zde se setkala s choreografem Georgem Balanchinem, jehož múzou a manželkou se stala. Ten roku 1946 založil New York City Ballet a Tallchiefovou v něm učinil primabalerínou a největší hvězdou. Zejména její výkon v Ptáku Ohniváku z roku 1949 sklidil velký ohlas v baletním světě. Poté se vydala na světové turné a byla první Američankou, kterou vystoupila na prknech Bolšojho těatru v Moskvě. Taneční kariéru ukončila roku 1966. Poté se stala řaditelkou baletu v Lyric Opera of Chicago. Získala americké vyznamenání National Medal of Arts.